# Бајиса (Ботошани)
Бајиса (рум. Baisa) насеље је у Румунији у округу Ботошани у општини Михај Еминеску. Oпштина се налази на надморској висини од 303 m.

## Становништво
Према подацима из 2002. године у насељу је живело 65 становника, од којих су сви румунске националности.